# Campionati italiani assoluti di scherma del 1932
I Campionati italiani assoluti di scherma del 1932 sono stati organizzati dalla Federazione Italiana Scherma.
Nel fioretto femminile Germana Schwaiger si è aggiudicata per la quarta volta la prova dei campionati italiani.

## Podi

### Donne
| Specialità  | Oro               | Argento | Bronzo |
| Individuali |                   |         |        |
| Fioretto    | Germana Schwaiger | -       | -      |